# Tony Palermo
Tony Palermo er den nuværende trommeslager i Papa Roach. Hans første tourné som trommeslager i Papa Roach var i 2009, hvor bandet spillede i Store Vega i Danmark. Han har nu været med til at udgive to Papa Roach-cd'er: Metamorphosis og Time For Annihilation.